# Jøtul
Jøtul AS är ett norskt företag som producerar ugnar och kaminer i gjutjärn på Kråkerøy i Fredrikstad. Företaget grundades 1853 av handelsmannen och bondesonen Oluf Onsum som Kværner Brug i Kristiania. Jøtul AS är också moderbolag i Jøtulgruppen med dotterbolag i USA, Storbritannien, Danmark, Frankrike, Italien, Spanien och Polen.